# Şevket
Şevket ist ein türkischer männlicher Vorname arabischer Herkunft mit der Bedeutung „Größe “; „Würde“. Die arabische Form lautet Schaukat und weist Transkriptionsvarianten wie Shawkat oder Shaukat auf.

## Namensträger

### Osmanische Zeit
- Mahmud Şevket Pascha (1856–1913), osmanischer Militär und Politiker

### Vorname
- Şevket Candar (* 1966), türkischer Fußballspieler und -trainer
- Şevket Dağ (1876–1944), türkischer Maler, Kunstpädagoge und Politiker
- Şevket Dirican (* 1986), deutscher Rapper, bekannt als Chefket
- Memduh Şevket Esendal (1883–1952), türkischer Schriftsteller, Diplomat und Politiker
- Mehmet Şevket Eygi (1933–2019), türkischer Journalist
- Mazhar Şevket İpşiroğlu (1908–1985), türkischer Kunsthistoriker
- Şevket Müftügil (1917–2015), hoher türkischer Jurist
- Şevket Pamuk (* 1950), türkischer Ökonom und Wirtschaftshistoriker

#### Form Shavkat
- Shavkat Mirziyoyev (* 1957), Ministerpräsident der Republik Usbekistan